# دانيلا ماثيوز
دانيلا ماثيوز (بالإنجليزية: Danielle Matthews)‏ هي مغنية وكاتبة غنائية أسترالية، ولدت في 16 ديسمبر 1983 في ملبورن في أستراليا.